# Bibble
Bibble est un logiciel de traitement d'images photographiques développé par Bibble Labs Inc. Il traite plus particulièrement les fichiers RAW. Ses concurrents sont Lightroom, Aperture, LightZone, DxO PhotoLab, CameraRaw, ainsi que les logiciels constructeurs des boîtiers.

## Historique
Le logiciel Bibble a initialement été conçu un peu après l'apparition du Nikon D1 sorti en juin 1999 dans le but d'offrir une alternative abordable au logiciel propriétaire de Nikon pour traiter ses fichiers RAW. En 2002, le support d'autres appareils que le Nikon D1 a été implémenté.
Historiquement, il est beaucoup plus ancien que Aperture (annoncé et sorti en octobre 2005) et Lightroom (présenté officiellement au Mac World 2006 et sorti dans sa première version commerciale 1.0 le 19 février 2007). Il a été racheté en janvier 2012 par Corel pour devenir AfterShot Pro.

## Un programme de flux de travail photo
Un programme de workflow photo propose de prendre en charge toute la chaîne de traitement d'un fichier photo. Cela va du dématriçage du fichier RAW à la classification des collections, à l'exportation pour le tirage, à la mise en ligne sur un site web, etc. Leur but est de traiter rapidement un grand nombre de photos. C'est pour cette raison qu'il ne faut pas confondre Bibble, Lightroom, LightZone, Aperture et DxO PhotoLab avec des dématriceurs simples comme UFRaw (plugin pour GIMP) qui ne traitent les RAW que image par image. D'autre part, ils ne remplacent pas un programme d'édition d'image comme Photoshop ou GIMP qui proposent des fonctionnalités bien plus pointues (sélections, calques, effets, filtres, etc.) mais d'utilisation fastidieuse pour traiter un grand nombre d'images.

## Plateformes
Il est disponible sous Linux, macOS et Windows.
Sous Linux, Bibble possède plusieurs concurrents : Darktable, RawTherapee, LightZone, digiKam...
Bibble est réellement multiplateforme puisque chacune de ses versions possède les mêmes fonctionnalités (la version Windows n'est pas plus complète que la version Linux et inversement). C'est une version commerciale (payante, avec période d'essai possible) avec support technique. Bibble est traduit en français.

## Versions
Bibble existe en version Lite et Pro.
| Fonctionnalités                                 | Version Lite | Version Pro |
| ----------------------------------------------- | --- | --- |
| Gestion de la couleur.                          | - Peu de choix d'espaces de travail. - Ne supporte pas les profils d'entrée et sortie.                                         | Prise en charge complète. |
| Traitement par lot.                             | Ne peut générer qu'un fichier de sortie par file de traitement.                                                                | Peut générer plusieurs fichiers de sortie. |
| Édition des données IPTC.                       | Non | Oui |
| Copie de différents groupes des configurations. | Support sans raccourcis claviers.                                                                                              | Support avec un maximum de 9 raccourcis claviers. |
| Débruiteur Noise Ninja.                         | Incluant le module de base. | - Incluant le module de base - Donne en plus la possibilité aux possesseurs de la licence de Noise Ninja d'intégrer les options avancées directement dans l'interface de Bibble. La version complète de Noise Ninja inclut la possibilité d'ajuster séparément la luminance et la chromie, le contrôle de l'accentuation et la capacité à générer vos propres profils de débruitage. |
| Files de travail.                               | Non | Permet former des groupes sans déplacer les fichiers. |
| Pilotage des boîtiers.                          | Non | Oui pour certains boîtiers Nikon, Canon, Kodak et Fuji (sauf sous GNU/Linux). |
| Support du : - Multi-processeur - Multi-cœur    | Non (Bibble Lite fonctionnera mais n'en tirera pas la puissance disponible. Il exploitera uniquement 1 cœur ou 1 processeur).  | Oui |
| Plugin photoshop                                | Oui, pour Photoshop Elements.                                                                                                  | Oui, pour Photoshop. |
| Licence                                         | Valable pour 1 utilisateur sur 1 machine pour 1 système d'exploitation choisi à l'achat de la licence (Windows, Mac ou Linux). | Valable pour 1 utilisateur sur un nombre illimité de machines sur n'importe lesquels des trois OS supportés : Windows, Mac ou Linux. |

En conclusion, aucune de ces fonctionnalités n'améliore la qualité d'image (sauf si vous êtes en possession de la licence de Noise Ninja). Par contre, elles permettent une gestion avancée du workflow, une meilleure gestion des ressources machines et une plus grande souplesse d'utilisation sur différents systèmes d'exploitation.